# خانواده زبان اشاره عربی
خانواده زبان اشاره عربی یک خانواده زبانی اشاره است که در خاورمیانه و شمال آفریقا از آن استفاده می‌شود. پراکندگی آن ناشناخته است چرا که همه زبان‌های اشاره عربی به‌طور کامل بررسی نشده‌اند.